# Диференціальна алгебра
Диференціальними кільцями, полями і алгебрами називаються кільця, поля і алгебри, з заданим на них диференціюванням — унарною операцією, що задовольняє правилу добутку. Природний приклад диференціального поля — поле раціональних функцій однієї комплексної змінної {\displaystyle C(t)}, операції диференціювання відповідає диференціювання по {\displaystyle t}.

## Диференціальні кільця
Диференціальне кільце — кільце R, на якому заданий ендоморфізм (диференціювання)
{\displaystyle \partial \colon R\to R}
що задовольняє правило
{\displaystyle \partial (r_{1}r_{2})=(\partial r_{1})r_{2}+r_{1}(\partial r_{2})}
для будь-яких {\displaystyle r_{1},r_{2}\in R}. В некомутативному кільці правило {\displaystyle d(xy)=xdy+ydx} може не виконуватися. У безіндексній формі запису, якщо {\displaystyle M\colon R\times R\to R} — множення в кільці, то правило добутку прийме вигляд
{\displaystyle \partial \circ M=M\circ (\partial \otimes \operatorname {id} )+M\circ (\operatorname {id} \otimes \partial ),}
де {\displaystyle f\otimes g} - відображення пари {\displaystyle (x,y)} у пару {\displaystyle (f(x),g(y))}.

### Властивості
- Якщо x1, x2, … ,xn ∈ A  тоді виконується:

{\displaystyle \partial (x_{1}x_{2}\cdots x_{n})=\sum _{i}x_{1}\cdots x_{i-1}\partial (x_{i})x_{i+1}\cdots x_{n}.\,}
- У випадку комутативного кільця з попереднього випливає {\displaystyle \partial (x^{n})=nx^{n-1}\partial x}
- Для довільного елемента a, що має двосторонній обернений елемент a-1 справедлива рівність:

{\displaystyle \partial (a^{-1})=a^{-1}\partial aa^{-1}}. Для комутативного випадку вона перепишеться у звичнішому виді: {\displaystyle \partial (a^{-1})=a^{-2}\partial a}.
- Якщо кільце має одиницю то {\displaystyle \partial 1=0}.
- Нехай {\displaystyle \partial ^{2}a=\partial (\partial a),} {\displaystyle \partial ^{3}a=\partial (\partial ^{2}a),} і т. д. Тоді:

{\displaystyle \partial ^{n}(ab)=\sum _{i=0}^{n}C_{n}^{i}\partial ^{n-i}a\partial ^{i}b}
- Ідеал I кільця R називається диференціальним, якщо з {\displaystyle a\in I} випливає {\displaystyle \partial a\in I}. За допомогою диференціального кільця можна задати диференціювання на відповідному фактор-кільцю. Гомоморфізм {\displaystyle h\colon R\to R^{'}} називається диференціальним, якщо для довільного {\displaystyle r\in R} виконується рівність {\displaystyle h(\partial r)=\partial ^{'}(hr)}, де {\displaystyle \partial }{\displaystyle \partial ^{'}} — диференціювання відповідно в кільцях R і R'.

Ядро довільного диференціального гомоморфізму є диференціальний ідеал. Він є диференціально ізоморфним до фактор-кільця по даному ідеалу.
Дані властивості справедливі і для диференціальних полів та алгебр.

## Диференціальні поля
Диференціальне поле — поле K, з операцією диференціювання. Диференціювання повинне задовольняти правилу Лейбніца у формі
{\displaystyle \partial (uv)=u\,\partial v+v\,\partial u}
оскільки множення в полі комутативне. Диференціювання також повинне бути дистрибутивно щодо додавання:
{\displaystyle \partial (u+v)=\partial u+\partial v}
Полем констант диференціального поля {\displaystyle K} називається {\displaystyle k=\{u\in K|\partial (u)=0\}}.

## Диференціальні алгебри
Диференціальною алгеброю над полем K називається K-алгебра A, в якій диференціювання комутують з полем. Тобто для будь-яких {\displaystyle k\in K} і {\displaystyle x\in A}:
{\displaystyle \ \partial (kx)=k\partial x}
У безіндексній формі запису, якщо {\displaystyle \eta \colon K\to A} - морфізм кілець, що визначає множення на скаляри в алгебрі, то
{\displaystyle \partial \circ M\circ (\eta \times \operatorname {Id} )=M\circ (\eta \times \partial )}
Як і в решті випадків, диференціювання повинне задовольняти правилу Лейбніца щодо множення в алгебрі і бути лінійним щодо додавання. Тобто для будь-яких {\displaystyle a,b\in K} і {\displaystyle x,y\in A}:
{\displaystyle \partial (xy)=(\partial x)y+x(\partial y)}
і
{\displaystyle \partial (ax+by)=a\,\partial x+b\,\partial y}

## Диференціювання в алгебрі Лі
Диференціювання алгебри Лі {\displaystyle {\mathfrak {g}}} — лінійне відображення {\displaystyle D\colon {\mathfrak {g}}\to {\mathfrak {g}}}, що задовольняє правилу Лейбніца:
{\displaystyle \ D([a,b])=[a,D(b)]+[D(a),b]}
Для будь-якого {\displaystyle a\in {\mathfrak {g}},~\operatorname {ad} (a)} — диференціювання на {\displaystyle {\mathfrak {g}}}, що виходить з тотожності Якобі. Будь-яке таке диференціювання називається внутрішнім.

## Приклади
Якщо {\displaystyle A} — алгебра з одиницею, то {\displaystyle \partial (1)=0}, оскільки {\displaystyle \partial (1)=\partial (1\times 1)=\partial (1)+\partial (1)}. Наприклад, в диференціальних полях характеристики 0 раціональні елементи утворюють підполе в полі констант.
Будь-яке поле можна розглядати як поле констант.
У полі {\displaystyle \mathbb {Q} (t)} існує природна структура диференціального поля, що визначається рівністю {\displaystyle \partial (t)=1}: з аксіом поля і диференціювання випливає, що це буде диференціювання по {\displaystyle t}. Наприклад, з комутативності множення і правила Лейбніца випливає, що
{\displaystyle \partial (u^{2})=u\partial (u)+\partial (u)u=2u\partial (u)}
У диференціальному полі {\displaystyle \mathbb {Q} (t)} немає розв'язку диференціального рівняння {\displaystyle \partial (u)=u}, але можна розширити його до поля, що містить функцію {\displaystyle e^{t}}, що має розв'язок цього рівняння.
Диференціальне поле, що має розв'язок для будь-якої системи диференціальних рівнянь, називається диференціально замкнутим полем. Такі поля існують, хоча вони і не виникають природним чином в алгебрі або геометрії. Будь-яке диференціальне поле (обмеженої потужності) вкладається в більше диференціально замкнуте поле. Диференціальні поля вивчаються в диференціальної теорії Галуа.
Природні приклади диференціювань — часткові похідні, похідні Лі, похідна Піншерле і комутатор щодо заданого елементу алгебри. Всі ці приклади тісно пов'язані з загальною ідеєю диференціювання.

## Кільце псевдодиференціальних операторів
Диференціальні кільця і диференціальна алгебра часто вивчаються за допомогою кільця псевдодиференціальних операторів над ними:
{\displaystyle R((\xi ^{-1}))=\left\{\sum _{n<\infty }r_{n}\xi ^{n}|r_{n}\in R\right\}.}
Множення в цьому кільці визначається як
{\displaystyle (r\xi ^{m})(s\xi ^{n})=\sum _{k=0}^{m}r(\partial ^{k}s){m \choose k}\xi ^{m+n-k}.}
Тут {\displaystyle {m \choose k}} — біноміальний коефіцієнт. Відзначимо тотожність
{\displaystyle \xi ^{-1}r=\sum _{n=0}^{\infty }(-1)^{n}(\partial ^{n}r)\xi ^{-1-n}}
наступне
{\displaystyle {-1 \choose n}=(-1)^{n}}
і
{\displaystyle r\xi ^{-1}=\sum _{n=0}^{\infty }\xi ^{-1-n}(\partial ^{n}r).}

## Градуйоване диференціювання
Нехай {\displaystyle A} — градуйована алгебра {\displaystyle D} — однорідне лінійне відображення {\displaystyle d=\left|D\right|}. {\displaystyle D} називається однорідною похідною, якщо
{\displaystyle D(ab)=D(a)b+\epsilon ^{|a||D|}aD(b)}, {\displaystyle \epsilon =\pm 1}
при дії на однорідні елементи {\displaystyle A}.
Градуированная похідна — це сума однорідних похідних з однаковим {\displaystyle \epsilon }.
Якщо {\displaystyle \epsilon =1}, визначення збігається із звичайним диференціюванням.
Якщо {\displaystyle \epsilon =-1}, то {\displaystyle D(ab)=D(a)b+(-1)^{|a|}aD(b)}, для непарних {\displaystyle \left|D\right|}. Такі ендоморфізми називаються антипохідними.
Приклади антипохідних — зовнішня і внутрішня похідна диференціальних форм.
Градуйовані похідні супералгебр (тобто {\displaystyle \mathbb {Z} _{2}}-градуйованих алгебри) часто називаються суперпохідними.